# ViolaWWW
ViolaWWW fue un navegador web gráfico, considerado el primero de la historia, precursor del popular navegador Mosaic que posteriormente se convertiría en el primer referente clásico de la tecnología World Wide Web.
Su desarrollo se origina en la Universidad de California en Berkeley, por Pei-Yuan Wei, todavía estudiante por aquella época. Su forma final progresa sobre la trayectoria marcada por el sistema de hipertexto pionero, HyperCard.
El resultado final fue un navegador similar al posterior primer Mosaic, y aunque solo soportaba gráficos bitmap en blanco y negro y su funcionalidad se restringía a entornos X-Window, sorprendentemente apuntaba ya mucho más lejos que su sucesor en muchos otros aspectos, que se confirmarían más revolucionarios a posteriori, como son la inclusión de un lenguaje de scripts similar a Javascript, un modelo de objetos similar a Document Object Model (DOM), hojas de estilo en cascada similares a CSS, Client Side Includes (actualmente no presentes en ningún navegador, salvando las distancias con la tecnología de frames, de HTML objects y de XML external entities) y applets.
De hecho, su autor centra gran parte del interés evolutivo de ViolaWWW en producir un soporte revolucionario de control de aplicaciones externas desde el navegador. Lo consigue y en mayo de 1993, Pei realiza una demostración para Sun Microsystems ante la gente del proyecto Oak. Este es considerado el referente histórico inicial en el planteamiento de Microsoft sobre el caso Eolas.